# سرشماری ۱۹۲۲ فلسطین
سرشماری فلسطین در سال ۱۹۲۲ (به انگلیسی: 1922 census of Palestine) نخستین سرشماری مقامات قیمومیت بریتانیا بر فلسطین بود که در ۲۳ اکتبر ۱۹۲۲ انجام شد.
جمعیت گزارش شده ۷۵۷٫۱۸۲ نفر شامل نظامیان و افراد خارجی بود و پراکندگی گروه‌های مذهبی، به‌ترتیب: ۵۹۰٫۸۹۰ مسلمان(۱۵۶ شیعه)، ۸۳٫۷۹۴ یهودی، ۷۳٫۰۲۴ مسیحی، ۷٫۰۲۸ دروزی، ۴۰۸ سیک، ۲۶۵ بهائی و ۱۶۳ سامری بود.

## عملیات سرشماری
متأخرترین سرشماری انجام شده توسط امپراتوری عثمانی، در سال ۱۹۱۴، به منظور وضع مالیات یا یافتن افراد برای خدمت سربازی بوده‌است. به همین دلیل، اعلام سرشماری با استقبال مردم مواجه نشد و از قبل برای اطمینان بخشی به مردم تلاش شد. اعتقاد بر این بود که این امر موفقیت‌آمیز بود، مگر در مورد بادیه نشینان قضا بئرالسبع، که از همکاری امتناع کردند. بسیاری از جمع‌آوران سرشماری، تحت نظارت ۲۹۶ اپراتور و سرشماری اصلاح‌کننده، از هر خانه بازدید کردند، با ترتیبات خاصی برای افرادی که نشانی ثابتی نداشتند. در صورت امکان، خانه‌ها توسط سرشماری‌کنندهٔ هم مذهب ساکنان نیز بازدید می‌شد.
بادیه نشینان ناهمکار ناحیه جنوبی تقریباً با استفاده از شمارش خانوارها و سوابق عشریه شمارش شدند که منجر به تخمین ۷۲٫۸۹۸ نفر برای آن بخش شد.
تعدادی از روستاها در منطقه مرزی شمالی با وجود توافقنامه مرزی فرانسه و بریتانیا در سال ۱۹۲۰، این روستاهای فلسطینی، هنوز تحت کنترل فرانسه بودند، در نتیجه در این سرشماری به‌شمار نیامده‌اند. سرشماری به هیچ وجه فرااردن را پوشش نداد.

## انتشار
خلاصه ای از نتایج سرشماری در یک جلد، در ۵۸ صفحه منتشر شد.
جی، بارون (۱۹۲۳)، سرشماری ۱۹۲۲ فلسطین، گزارش و چکیده کلی. دولت فلسطین(به انگلیسی: Palestine: Report and General Abstracts of the Census of 1922). (58 صفحه)
این شامل جمعیت هر روستا است که بر اساس مذهب و جنسیت تقسیم می‌شود و خلاصه‌ای برای هر منطقه و کل کشور است. همچنین جدول‌هایی با تعداد جمعیت بر اساس فرقه مسیحی، سن، وضعیت تأهل و زبان وجود دارد.